# گرمه
گرمه، شهری در استان خراسان شمالی است.
این شهر در ۱۵۵ کیلومتری شهر بجنورد و ۱۷۵ کیلومتری شاهرود و ۸ کیلومتری جاجرم قرار گرفته است.
گرمه تا سال ۱۳۸۷ یکی از شهرهای  بود که در مهر ماه ۸۷ به‌طور مستقل مرکز شهرستان تازه تأسیس گرمه گردید. گرمه شهر کامیون ها است .

## جمعیت
بر پایه سرشماری عمومی نفوس و مسکن در سال ۱۳۹۵ جمعیت این شهر ۱۰٬۹۳۳ نفر (۳٬۴۳۱ خانوار) بوده است.

## مکان‌های تاریخی و گردشگری گرمه
- قلعه جلال الدین گرمه
- قلعه جلال الدین گرمه
- باغ مزار
- نظر گاه
- پارک شقایق گرمه
- سفید آلو و منطقه قوزلوق
- حسینیه نظرگاه علی
- تک درخت ارچه
- کوه ایور
- قلعه درق
- امامزاده ایور
- مسجد جامع ایور
- سد کفترک درق
- منطقه دهانه دلبر گرمه
- مرغزار
- غار کفترک

## نگارخانه

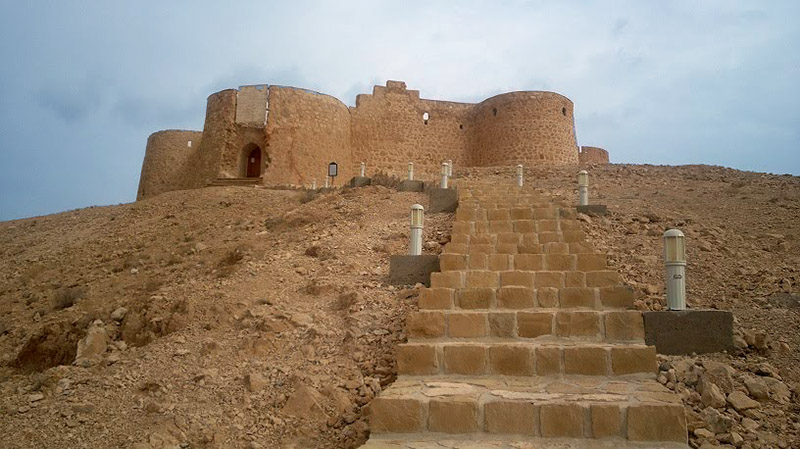
قلعه جلال الدین